# Cañamaque
Cañamaque es un municipio y localidad española de la provincia de Soria, en la comunidad autónoma de Castilla y León. El término municipal tiene una población de 27 habitantes (INE 2024).

## Historia
A la caída del Antiguo Régimen la localidad se constituye en municipio constitucional en la región de Castilla la Vieja, partido de Almazán que en el censo de 1842 contaba con 91 hogares y 374 vecinos. Hacia mediados del siglo XIX, el lugar tenía unas 112 casas. La localidad aparece descrita en el quinto volumen del Diccionario geográfico-estadístico-histórico de España y sus posesiones de Ultramar de Pascual Madoz de la siguiente manera:

CAÑAMAQUE: l. con ayunt. en la prov. de Soria (8 leg.), part. jud. de Almazan (5), aud. terr. y c. g. de Burgos (36), dióc. de Osma (13): sit. en la ladera de un cerro y circundado de otros que le dejan libre á la influencia de todos los vientos; su clima es sano. Tiene 112 casas; la consistorial; escuela de instruccion primaria, concurrida por 80 alumnos, á cargo de un maestro, cuya dotacion consiste en unas 35 fan. de trigo, pagadas por los padres de los discípulos, segun las respectivas clases, y una igl. parr. (San Juan Bautista), servida por un cura de entrada y provision real y ordinaria, segun los meses en que ocurra la vacante; el cementerio se halla en posicion que no ofende á la salubridad pública. Confina el térm. N. Serón y Velilla de los Ajos; E. Fuentelmonge y Torlengua; S. Valtueña y Momblona, y O. Majan; dentro de él se encuentra una fuente de medianas aguas, que usa el vecindario para beber y demas necesidades domésticas, sirviendo tambien para abrevadero de los ganados. El terreno participa de monte y llano, con algunos valles y cañadas; en lo general es de bastante miga y buena calidad; le fertiliza en parte un riach. que nace en el mismo térm. caminos: los locales y el que dirige á Aragon, todos de herradura y en mal estado. prod.: trigo, cebada, avena, patatas, pocas y malas legumbres, cáñamo, hortalizas y algo de uva; cria ganado lanar y el vacuno, mular y caballar necesario para la agricultura; hay algunas colmenas, pero estas y el viñedo van en decadencia. ind.: la agrícola y dos telares de lienzo. comercio: esportacion de algo de ganado, lana y frutos sobrantes, é importacion de los art. de primera necesidad que no produce el terreno. pobl.: 91 vec., 374 alm. cap. imp. 54,405. rs. El presupuesto municipal es alterable, y se cubre con los productos de propios y arbitrios, y reparto en caso de déficit.
(Madoz, 1846, p. 484)

## Demografía
Cuenta con una población de 27 habitantes (INE 2024).
| Gráfica de evolución demográfica de Cañamaque entre 1842 y 2021                                                                                                |
| |
| Población de derecho según los censos de población del INE Población de hecho según los censos de población del INEEn este censo se denominaba Canamaque: 1842 |

Término municipal de Cañamaque

Es una localidad pequeña, situada en un enclave privilegiado. Tradicionalmente, su economía estaba basada en la agricultura cerealista. El gran éxodo a las ciudades que se produjo de forma generalizada en los años cincuenta y sesenta marca un antes y un después en la vida de este, como de tantos otros pueblos de Soria.

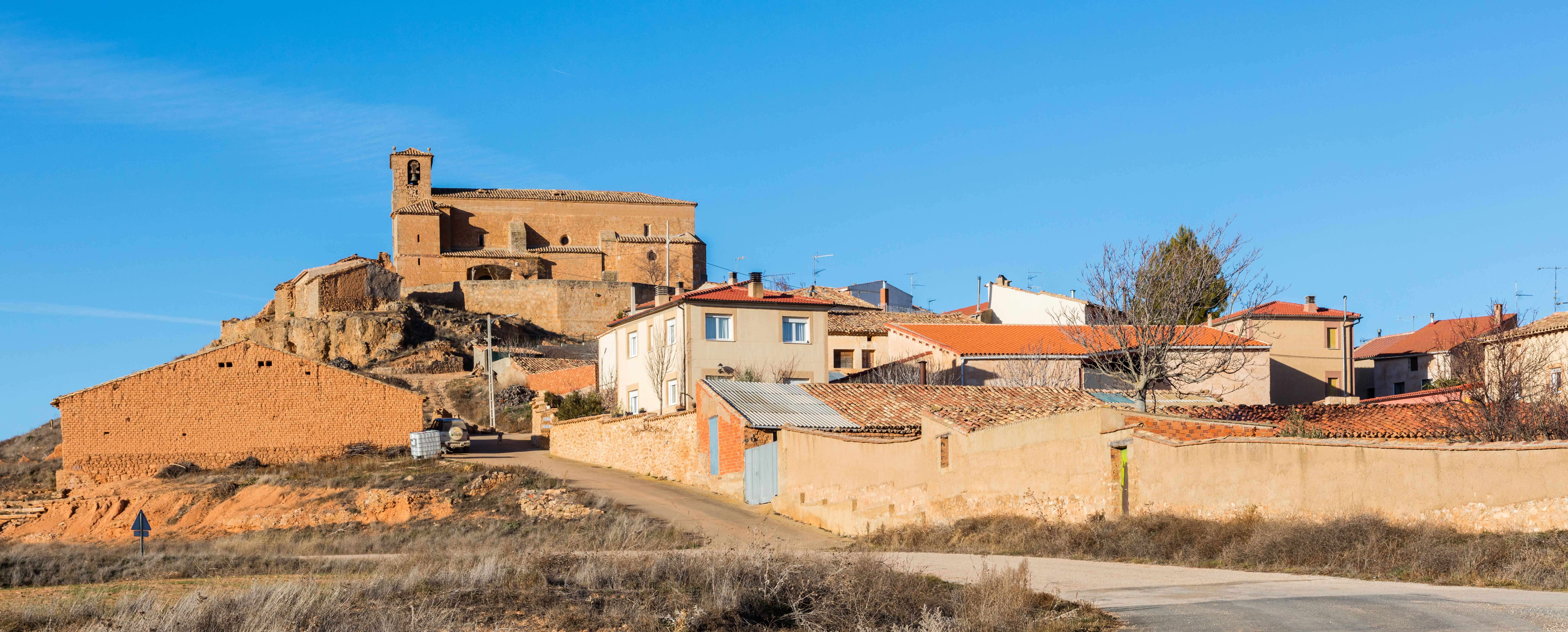
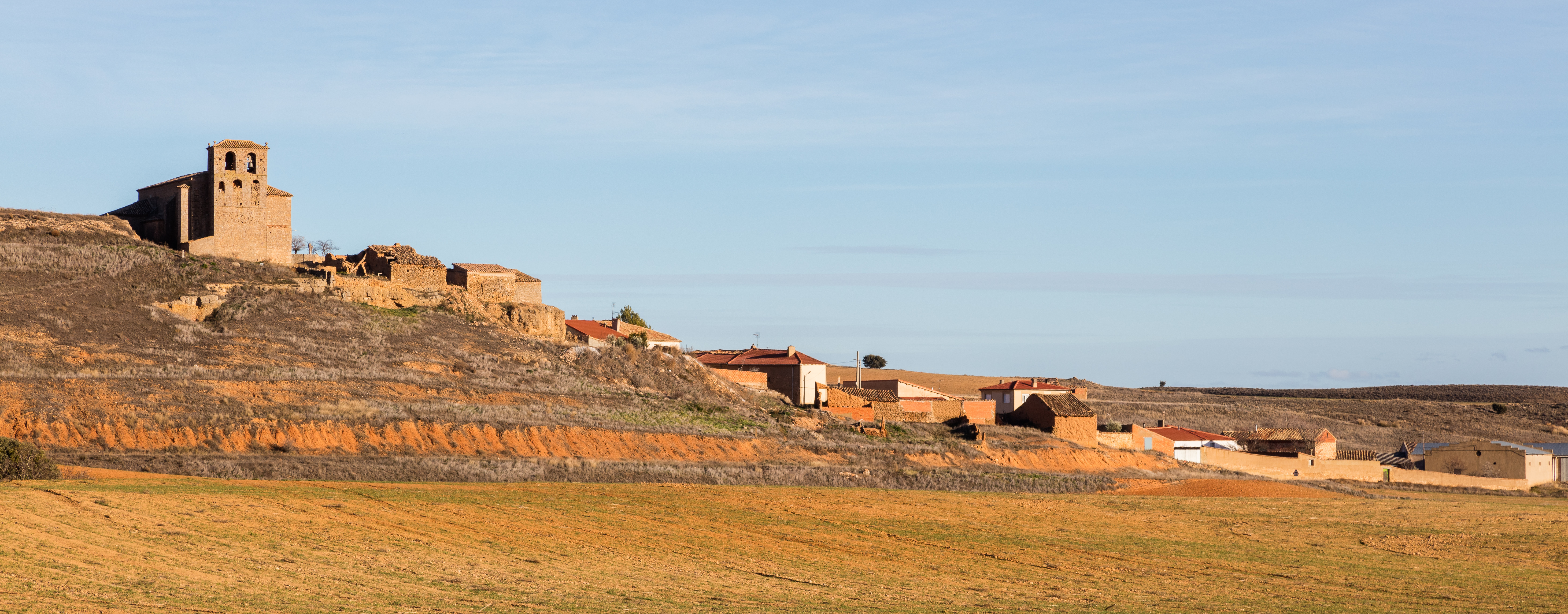